# Litoria dentata
Litoria dentata – gatunek płaza bezogonowego z podrodziny Pelodryadinae w rodzinie rzekotkowatych (Hylidae). 

## Taksonomia
W 2021 roku Rowley i inni w oparciu o badania genetyczne dokonali rewizji taksonomii Litoria dentata i wydzielili z niego dwa osobne gatunki – Litoria balatus i Litoria quiritatus.
Nazwa
Epitet gatunkowy dentata oznacza „zębata”.

## Zasięg występowania
Gatunek ten występuje na wschodnim wybrzeżu Australii – w północno-wschodniej części stanu Nowa Południowa Walia od Taree i Upper Pappinbarra na południu, na północ po granicę ze stanem Queensland w obrębie Parku Narodowego Border Ranges.